# Jungle-Terror
Jungle Terror ist ein Musikgenre, das sich in den 2010ern entwickelte. Es wird häufig als eine „chaotische“ Mischung aus House- und Drum-’n’-Bass-Rhythmen beschrieben. Dazu kommen Tier-Geräusche sowie Vocal-Cuts und Percussions. Als Gründer des Genres wird der niederländische DJ und Musikproduzent Wiwek genannt, der den Stil zwischen den Jahren 2013 und 2016 in der EDM-Szene populär machte. Mittlerweile werden auch Musiker wie Skrillex, Diplo und Kura mit dem Genre in Verbindung gebracht.

## Geschichte
Erste Lieder, die Merkmale des späteren Jungle-Terrors auswiesen wurde vorerst auf Dutch-House zurückgeführt, da Parallelen zu Afrojacks und Angger Dimas Sound gezogen wurden. In einem Interview mit „The Verge“ erzählte der Mitbegründer des Musikstils Wiwek, dass er damals versuchte die Musik, die er produzierte seinen Freunden zu beschreiben und das erste was ihm einfiel war „Jungle Terror“. Unter dieser Beschreibung lud er daraufhin seine Lieder auch auf der Musikplattform SoundCloud hoch. Im Jahr 2012 wurde dann Diplo auf ihn aufmerksam und veröffentlichte das Lied Terror über sein Plattenlabel „Mad Decent“. Im Folgejahr weitete sich mit dem Lied Ritual vom Wiwek und Cesqeaux das Genre auf Laidback Lukes „Mixmash Records“ aus. Wiweks Jungle-Terror-EP, die im Jahr 2014 erschien, ließ das Genre endgültig in der EDM-Szene etablieren. Auf Beatport konnte sie bis auf Platz 5 der Charts vorrücken. Die EP erschien über Yellow Claws in dem Jahr gegründetes Plattenlabel „Barong Family“ und bildet eines der ersten Releases über ebendies, wodurch der Stil und das Genre oft miteinander verknüpft wird. 2015 holten unter anderem Hardwell, Yellow Claw und Skrillex Wiwek ins Studio, wodurch Crossovers mit anderen Genres entstanden. Die Bezeichnung „Jungle Terror“ wurde dabei immer geläufiger und beschrieben die Stilmittel des Produzenten. Über W&Ws „Mainstage Music“ erschien im Jahr 2016 das Lied Zantar von Maestro Harrell und NoTech. Der Track basiert auf den Grundlagen ihres Big-Room-Stils, war aber dennoch von sämtlichen Stilmitteln des Jungle-Terrors geprägt. Dazu zählen auch die Produktionen des DJs Kura, die bis 2013 noch als Electro-House abgestempelt wurden, bis zwischen 2014 und 2015 die Charakterzüge des Musikstils definiert wurden.

## Einflüsse

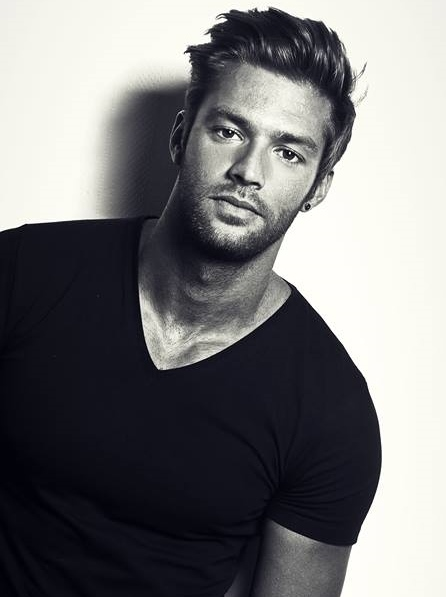
Kura, einer der bekanntesten Vertreter in Kombination mit Big-Room

Wiwek selber erzählte, dass er Jungle-Terror selber eher als eine Art Stilmittel ansehe, als ein eigenes Genre. Einflüsse und Grundbausteine bilden die Genres Dutch- und Tribal-House. Weiterhin werden Charakterzüge des Moombahtones sowie Rhythmen aus dem Drum-’n’-Bass-Bereich verwendet. Zuletzt sind Tier-Geräusche (gern auch als „Lärm“ beschrieben), Vocal-Cuts, Percussions, ein chaotisches Build-Up sowie auch eine starke Aggressivität im Drop die geläufigsten Merkmale. Im Jahr 2009 veröffentlichte Wiwek noch unter dem Pseudonym Oui'Wack das Lied Jungle Wars. Der Break des Liedes bestand vollständig aus Tier-Samples, konnte aber gerade durch seine Absurdität überzeugen. Die Geschwindigkeit liegt für gewöhnlich bei 128 bis 130 BPM. Die Beats und Basslines variieren. Während Wiwek in den ersten Jungle-Terror-Produktionen noch mit eigenen Beats arbeitete, verbreiteten sich aktuelle Produktionen in diesem Stil vermehrt mit gewöhnlichen Electro-House-Beats.

## Vertreter
- Diplo
- Kura
- Skrillex
- Yellow Claw
- Laidback Luke